# Puńki (Potoki)
Puńki – część wsi Potoki w Polsce, położona w województwie lubelskim, w powiecie tomaszowskim, w gminie Lubycza Królewska.
W latach 1975–1998 miejscowość należała administracyjnie do województwa zamojskiego.
Wierni Kościoła rzymskokatolickiego należą do parafii Matki Bożej Różańcowej w Lubyczy Królewskiej.